# O Alfaiate do Panamá
The Tailor of Panama  (O Alfaiate do Panamá) é um romance de espionagem de John le Carré, lançado em 1996. Em 2001 foi adaptado ao cinema num filme protagonizado por Pierce Brosnan e Geoffrey Rush.

## Enredo
Harry Pendell é o carismático proprietário e anjo-da-guarda da Pendel & Braithwaite Limitada. Alfaiates Reais, anteriormente em Londres, por cujas portas passam todos os que são alguém na América Central. Andrew Osnard, gorducho e misterioso, antigo aluno de Eton, é um espião. A sua missão secreta é um pau de dois bicos: manter um olho observador sobre as manobras políticas que levaram à tomada americana do canal do Panamá e garantir para si próprio a imensa fortuna pessoal que até agora o tem rudemente iludido.

## Ligações exteriores
- John le Carré interview (1996)